# كريس لو
كريس لو (بالإنجليزية: Chris Law)‏ هو سياسي بريطاني، ولد في 21 أكتوبر 1969. حزبياً، نشط في الحزب القومي الاسكتلندي. وقد في الانتخابات العامة في المملكة المتحدة 2015، انتخب عضو برلمان المملكة المتحدة الـ56 عن دائرة دندي الغربية وقد انضم خلال فترته النيابية ‏ (8 مايو 2015 – 3 مايو 2017)  للكتلة البرلمانية الحزب القومي الاسكتلندي وفي الانتخابات التشريعية البريطانية 2017، انتخب عضو برلمان المملكة المتحدة الـ57 عن دائرة دندي الغربية وقد انضم خلال فترته النيابية ‏ (8 يونيو 2017 – )  للكتلة البرلمانية الحزب القومي الاسكتلندي.

## وصلات خارجية
- الموقع الرسمي